# آلکیل پلی‌گلیکوزید

ساختار شیمیایی عمومی یک آلکیل پلی‌گلوکوزید، شکل رایج آلکیل پلی‌گلیکوزید.

آلکیل پلی‌گلیکوزیدها(به انگلیسی: Alkyl polyglycoside) (APGها) دسته ای از سورفکتانت‌های غیر یونی هستند که به‌طور گسترده در انواع کاربردهای آرایشی، خانگی و صنعتی مورد استفاده قرار می‌گیرند. این سورفکتانت‌ها معمولاً از مشتقات گلوکز و الکل‌های چرب، قابل تجزیه و مشتق‌شده از قندها هستند. مواد خام معمولاً نشاسته و چربی هستند و محصولات نهایی معمولاً مخلوط‌های پیچیده‌ای از ترکیبات با قندهای مختلف هستند که از انتهای آبدوست و گروه‌های آلکیل با طول متغیر که انتهای آبگریز را تشکیل می‌دهند، تشکیل شده‌اند. هنگامی که از گلوکز مشتق می‌شوند، به عنوان آلکیل پلی‌گلوکوزید شناخته می‌شوند.

## کاربردها
APG برای تقویت تشکیل کف در مواد شوینده استفاده می‌شود. همچنین در صنعت مراقبت شخصی کاربرد دارد، زیرا زیست تخریب‌پذیر است و برای پوست‌های حساس بی خطر است.

## فرآوری
آلکیل گلیکوزیدها از ترکیب یک قند مانند گلوکز با یک الکل چرب در حضور کاتالیزورهای اسیدی در دماهای بالا تولید می‌شوند.